# Pauline Delacroix-Garnier
Pour les articles homonymes, voir Delacroix et Garnier.
Pauline Garnier, née le 9 juin 1859 à Passy et morte le 8 février 1912 à Paris 15e, est une peintre et aquarelliste française. Pauline Delacroix-Garnier réalise des portraits, des scènes de genre, des paysages et des nus . Elle est de 1894 à 1900 vice-présidente de l'Union des femmes peintres et sculpteurs.

## Biographie

### Famille
Pauline Élisabeth Garnier naît en 1859 à Passy de Julienne Marguerite Hanotin et de Louis Jules Garnier. Son père décède en 1872. Elle est la sœur cadette de Jules-Arsène Garnier (1847-1889) qui lui apprend l'aquarelle. Elle épouse le peintre Henry-Eugène Delacroix (1845-1930), ami de son frère, à Suresnes le 10 octobre 1878. Sa soeur aînée Marguerite épouse quelques mois plus tôt le peintre Édouard Debat-Ponsan. Pauline aura deux garçons, Paul (1881-1918) et Jean (1894-1979).
Henry-Eugène Delacroix et Pauline Delacroix-Garnier partagent leur atelier et enseignent conjointement. Dans la décennie 1880, Pauline dirige la section de peinture et de dessin pour filles au sein de l'atelier de son mari à l'Académie de Valenciennes. En 1890, le couple s'installe au 69 boulevard Saint-Jacques à Paris (14e), puis en 1891 ouvre un atelier commun dans leur logement au 22 rue de Douai à Paris (9e). De 1893 à 1897, Pauline dirige également le cours pour jeunes filles et dames au 30 rue du Faubourg-Saint-Honoré (12 cité du Retiro, 8e) où son mari est aussi professeur .
En 1887, Henry-Eugène hérite d'une propriété près de Toulouse, où ils font dès lors de nombreux séjours.

### Carrière et implication au sein de l'Union des femmes peintres et sculpteurs
Pauline Delacroix-Garnier expose au Salon de peinture et de sculpture dès 1879 puis au Salon des artistes français de 1880 jusqu'à son décès en 1912.
Les couples de peintres Demont-Breton et Delacroix-Garnier sont amis ; ils se retrouvent parfois à Wissant où les premiers habitent, et côtoient les artistes du Nord de la France. Pauline Delacroix-Garnier devient vice-présidente en 1894 de l'Union des femmes peintres et sculpteurs, Virginie Demont-Breton étant présidente. Elle s'implique en particulier dans les actions de l'Union auprès des pouvoirs publics pour la promotion du salon. En 1896, les Delacroix-Garnier et les Demont-Breton rendent visite ensemble à Rosa Bonheur à By près de Fontainebleau, l'artiste venait d'accepter d'être présidente d'honneur de l'Union et souhaitait rencontrer des artistes femmes.
Édouard Maugendre-Villers réalise le buste en plâtre de Pauline Delacroix-Garnier en 1889.
En 1894, elle reçoit le prix d'esquisse Ocampo à l'Union des femmes peintres et sculpteurs. En 1895, elle obtient une mention honorable au Salon. En 1896, elle est la première lauréate du 1er prix de l'Union des femmes peintres et sculpteurs (prix faisant suite à l'ancien grand prix Hélène Bertaux). En 1897, l'Académie des Beaux-Arts lui décerne son prix de peinture Eugène-Piot pour Heureuse mère, et elle est nommée Officier d'Académie. En 1900, elle est médaille de bronze à l'Exposition universelle. Elle obtient de nombreuses récompenses dans les salons de province.
En 1900, Virginie Demont-Breton aurait souhaité que Pauline Delacroix-Garnier lui succède à la présidence de l'Union des femmes peintres et sculpteurs, mais cette dernière s'efface devant la nouvelle candidature de la duchesse d'Uzès, et démissionne de la vice-présidence, ; en 1901, elle réalise cependant un portrait de la duchesse. En 1901 puis 1911, elle est réélue au Comité de l'Union. Souffrante depuis plusieurs années, elle doit se faire opérer une première fois début 1904.
En 1909, son nu Matin d'été reçoit une médaille de troisième classe au Salon.
Elle meurt début 1912, à 52 ans, des suites d'une nouvelle intervention chirurgicale, à la clinique Blomet dans le 15e arrondissement. Elle est inhumée au cimetière de Suresnes le jour de l'ouverture du Salon qui expose ses dernières œuvres.

### Œuvre
Elle réalise essentiellement des portraits, des scènes de genre et des paysages. « Ses peintures célèbrent la joie de la maternité et de la vie domestique, mais elle produit également des portraits et des sujets moins féminins », selon le Bénézit. Dans son Déjeuner sur l'herbe de 1883 (connu aussi sous le nom de La demande en mariage), le critique décrit sa technique : « Le tableau est brossé à larges coups de pinceau, et vu de près il semble presque imparfaitement fini. Il faut s'en éloigner d'une douzaine de pas pour l'apprécier ; alors il prend sa véritable valeur : les personnages de la scène, grâce à l'habile emploi des couleurs, se séparent nettement (…) ». Mais la critique conservatrice des salons jugera parfois ses plein air « fantaisistes ».

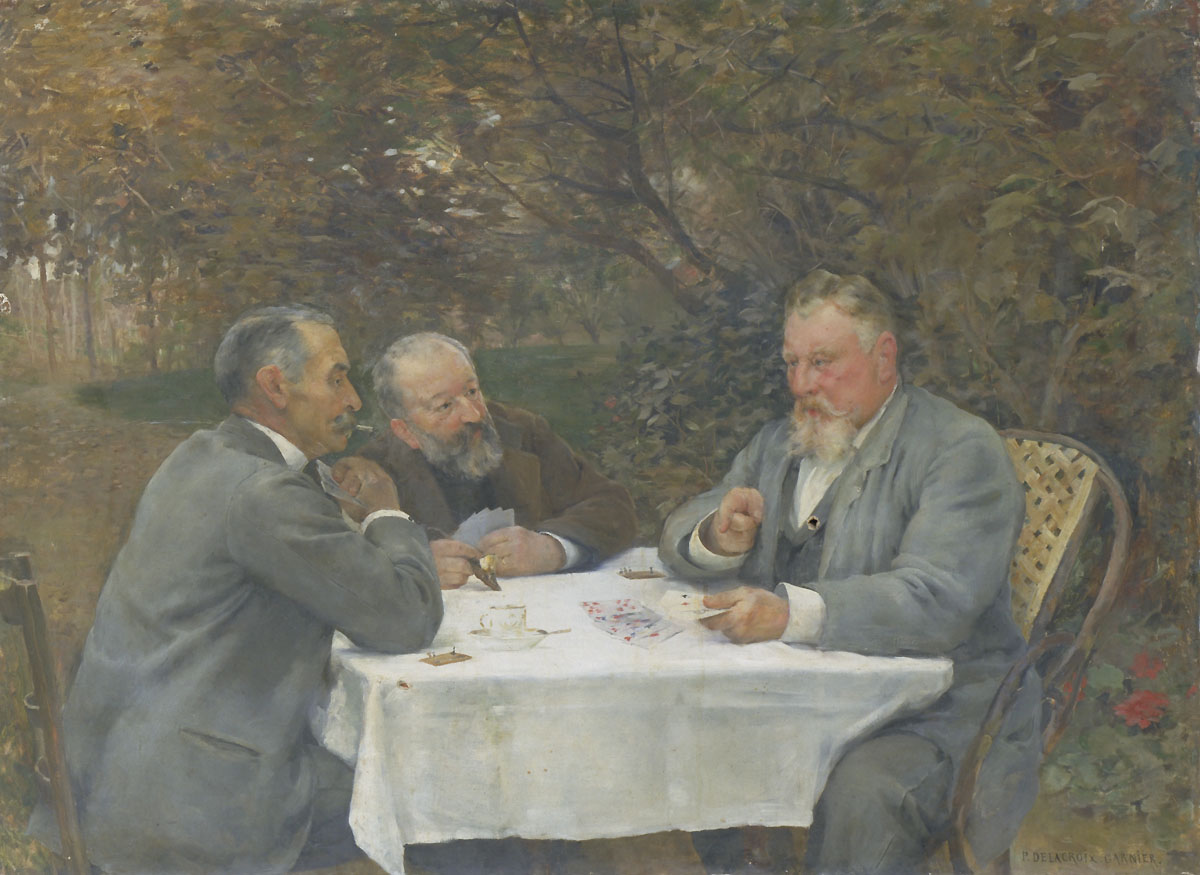
"Quinte et quatorze" ; partie de piquet (1897), huile sur toile,. Musée des Augustins de Toulouse.

Son tableau "Quinte et Quatorze" est remarqué au Salon de 1897 : « Cette scène et ces physionomies nous sont familières. Le gros joueur triomphant et ses adversaires sont tout aux délices du café, du jeu et du tabac, en cette douce après-midi d'été où la verdure dort dans la bonne chaleur du soleil. Il y a du bien-être et de l'intimité dans cette composition. Et Mme Delacroix-Garnier l'a traitée avec une vigueur et une application rares dans les œuvres féminines »,,.
Au Salon de 1903, Jeunesse qui passe retient particulièrement l'attention de la critique : « (…) mais l'heure est brève, et elles ne le savent pas, et c'est dans cette ignorance, visible, grâce à l'art si subtil de l'auteur, que réside la mélancolie charmante de cette œuvre ».
Elle peint plusieurs nus à la fin des années 1900 et au début des années 1910 : Matin d'été ; "Surprise", « Nymphe contemplée par un jeune Ægypan, dans sa couleur délicatement nacrée et son dessin élégant » en 1910, et "Frisson" qui est sa dernière œuvre exposée, en 1912,.
Elle fait partie de ces nombreuses femmes peintres reconnues de leur vivant, mais dont le travail a souvent été minoré, voire effacé a posteriori.

## Salons

### Salon de peinture et de sculpture
- 1879 : Portrait de Mme de D. M…[5],[26]

### Salon des artistes français
- 1880 : Un auditeur complaisant et Le lion devenu vieux
- 1883 : Une bonne prise
- 1884 : Portrait de Mme M. R…
- 1885 : Portrait de Mlle D…
- 1886 : Portrait de M. J. Garnier
- 1888 : Portrait de M. Charles Delame
- 1889 : Portrait de Mme Maugendre-Villiers
- 1890 : Une tricoteuse (aquarelle)
- 1891 : "Marie la jardinière"[27] et Musique de chambre (aquarelle)
- 1892 : Portrait de M. D…, secrétaire général du Sénat[n 4] et Portrait de M. N. M…
- 1893 : Portrait de Monchicourt, liquidateur du Panama, Plage de Mers[28], Un reître Louis XIII (aquarelle) et La toilette des fleurs (aquarelle)
- 1894 : Portrait de Mlles Fondi de Niort, Une liseuse et Une Parisienne fin de siècle (aquarelle)
- 1895 : Deux sourires (mention honorable)[10],[29],[n 5]
- 1896 : Loin de Paris et Près d'un berceau (aquarelle)
- 1897 : "Quinte et quatorze" ; partie de piquet, Une czarda (aquarelle) et Une odalisque (aquarelle)
- 1898 : Heureuse mère, Une liseuse[30] et Vingt portraits des artistes français ayant obtenu la médaille d'honneur (aquarelle)
- 1899 : Les joies maternelles et Portrait Mme la baronne de M…
- 1900 : Tentation
- 1901 : Portrait de Mme la duchesse d'Uzès, douairière, Portrait de Mme Albert West et Soubrette Louis XVI (aquarelle)
- 1902 : Portrait de J. J. Masset, ancien professeur au Conservatoire, Fleurs d’appartement (aquarelle) et Jeune fille au rouet (aquarelle)
- 1903 : Jeunesse qui passe[31] et Portrait de M. le marquis Guy de Charnac
- 1904 : Portrait de Mme Hubbard
- 1905 : Le matin et La vieille Jeannette
- 1907 : Portrait de "Bertrande" et Portrait de Mlle de P…
- 1908 : Portrait de Mme M. B…[32]
- 1909 : Matin d'été[33],[24]
- 1910 : "Surprise"[24],[34]
- 1911 : Portrait de Lucien Hesse et Portrait de Mme Z…
- 1912 : "Frisson"[35] et Portrait de la comtesse Antonelli

### Exposition internationale de blanc et noir
- 1890 : Roses et Fleurs d'été, aquarelles[36]

### Salon de l'Union Artistique de Toulouse
- 1891 : Tête d’étude et La petite tricoteuse (aquarelle)
- 1893 : Musique de chambre (aquarelle)
- 1895 : La plage de Mers et Le puits qui parle
- 1896 : Étude de fillette (aquarelle) et La dernière goutte (aquarelle)
- 1897 : Jeune liseuse et Mutinerie
- 1898 : "Quinte et quatorze" ; partie de piquet
- 1899 : Une liseuse, "Carmencita" (aquarelle), Raisins (aquarelle) et La laveuse (aquarelle)
- 1906 : Portrait (pastel)
- 1909 : Portrait de Mme C***

### Salon de l'Union des femmes peintres et sculpteurs
- 1892 : La plage de Mers (Mers-les-Bains), Portrait de Mme B…, Liseuse et Jardinière[37]
- 1893 : (paysage)[38]
- 1895 : (portrait)[39]
- 1896 : Loin de Paris (1er prix de l'Union)[40],[n 6]
- 1897 : "Quinte et quatorze"[41]
- 1898 : L'heure de repos (huile) et Une Laveuse (aquarelle)[42],[43]
- 1899 : Portrait de Mme la baronne de M…[44]
- 1900[45]
- 1901 : (peinture)[46]
- 1902 : (aquarelles et portrait)[47]
- 1903 : Portrait du marquis de Charnacé[48]
- 1904[49]
- 1906 : Portrait de Mme M…[50]
- 1908 : (portraits)[51]
- 1909[52]
- 1910 : (tête d'enfant)[53]
- 1911 : (portrait)[54]
- 1912 : Portrait de la comtesse A…[55]

### Autres salons en province ou à l'étranger
- Amiens, exposition de la Société des amis des arts (médaille de vermeil en 1899[3], médaille d'or en 1905[56])
- Arras, exposition de l'Union artistique du Pas-de-Calais, 1893 (Étude de jeune fille et Cendrillon) et 1899 (Une liseuse)[3]
- Berlin, exposition française artistique de 1899 (Portrait de Mme la baronne de M…)[57]
- Carcassonne, 1894 (La plage de Mers, près Le Tréport et Le reitre Louis XIII, aquarelle)[5]
- Fourmies, 1910 (Fillette en capeline rose et Une petite servante[3] ; médaille d'or[58])
- Honfleur, 1899 (Plage de Mers (près Le Tréport))[5]
- Lille, exposition de la Société des amis des Beaux-Arts (médaille de 1re classe en 1902)[3]
- Londres, exposition franco-britannique, 1908 (Portait de Bertrande)[59]
- Lyon, 1896 (La becquée)[60]
- Mulhouse, 1908 (Jeunesse qui passe)[3],[5]
- Société artistique de Roubaix-Tourcoing, 1910 (art décoratif)[61]
- Rueil, exposition des Beaux-Arts, 1893 (Sur la terrasse de Smyrne et Le puits qui parle)[62],[3]
- Saint-Quentin, 1879 (Un auditeur complaisant)[63]
- Tourcoing, exposition internationale des Beaux-Arts, en 1906[64]
- Valenciennes, 1890 (Jardinière et Jardinier)[3]
- Versailles, exposition de la Société des amis des arts de Seine-et-Oise, 1896 (Portrait de Mr X…)[65]

## Prix et récompenses
- 1894 : prix Ocampo[n 7]
- 1895 : mention honorable au Salon[10]
- 1896 : 1er prix de l'Union des femmes peintres et sculpteurs
- 1897 : prix de peinture Eugène-Piot[11]
- 1899 : médaille de vermeil à Amiens[3]
- 1900 : médaille de bronze à l'Exposition universelle
- 1902 : médaille de 1re classe à Lille[3]
- 1905 : médaille d'or à Amiens[56]
- 1909 : médaille de troisième classe au Salon[3]
- 1910 : médaille d'or à Fourmies[58]

## Publications
| - La nature morte, - Le portrait à l'aquarelle, - Le portrait à l'aquarelle, |

- Cours gradué d'aquarelle en deux états, Paris, Librairie Renouard / H. Laurens Éditeur, 1898[66],[67].
- Cours d'aquarelle, en trois états, sans professeur, 1904[n 8],[68].

## Œuvres dans les collections publiques
- Alençon, musée : Une femme et son Enfant (aquarelle)[69] ;
- Amiens, musée de Picardie : Matin d'été, huile sur toile[56] ;
- Gap, Musée Muséum départemental des Hautes-Alpes : La surprise, huile sur toile, 126 × 194 cm (don d'Edmond de Rothschild)[34] ;
- Gray, musée Baron-Martin : Le mangeur de gaudes, l'heure du repas, huile sur toile[4] ;
- Lille, palais des Beaux-Arts : Portrait de Mlle Andrée D., pastel sur papier[70] ;
- Paris, musée de la Musique de la Philharmonie de Paris : Portrait de Nicolas Jean-Jacques Masset, huile sur toile, vers 1902[71] ;
- Paris, collections du Fonds d'art contemporain de la Ville de Paris : "Frisson" (1912), acquis par la ville de Paris[72] ;
- Suresnes, mairie : Jeunesse qui passe, 1903[73] ;
- Toulouse, musée des Augustins : "Quinte et Quartorze", huile sur toile, 124 × 169 cm[22] ;
- Valenciennes, musée des Beaux-Arts : Le banquet de l'œuvre valenciennoise, huile sur toile, 3,50 × 2,50 m, 1906[n 9],[3].

## Exposition rétrospective
- Lille, Palais des Beaux-Arts, 2024, exposition Où sont les femmes ? (Portrait de Mlle Andrée D…, 1885)[25].

## Galerie d'œuvres

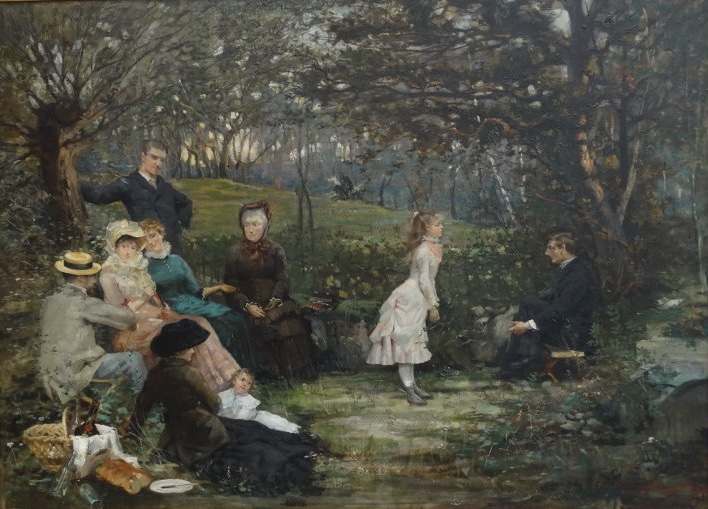
La demande en mariage (Le déjeuner sur l'herbe), huile sur toile, 1883.
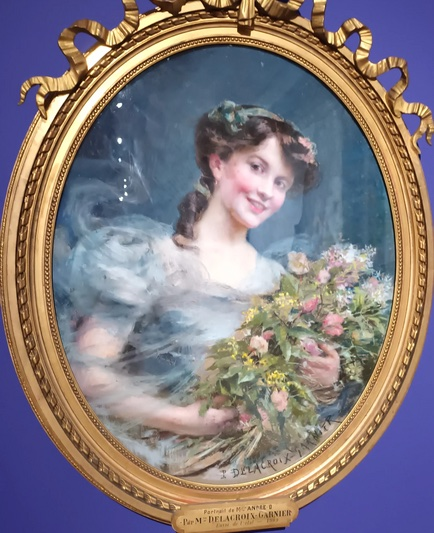
Portrait de Mlle Andrée D…, pastel, 1885. Palais des Beaux-Arts de Lille.
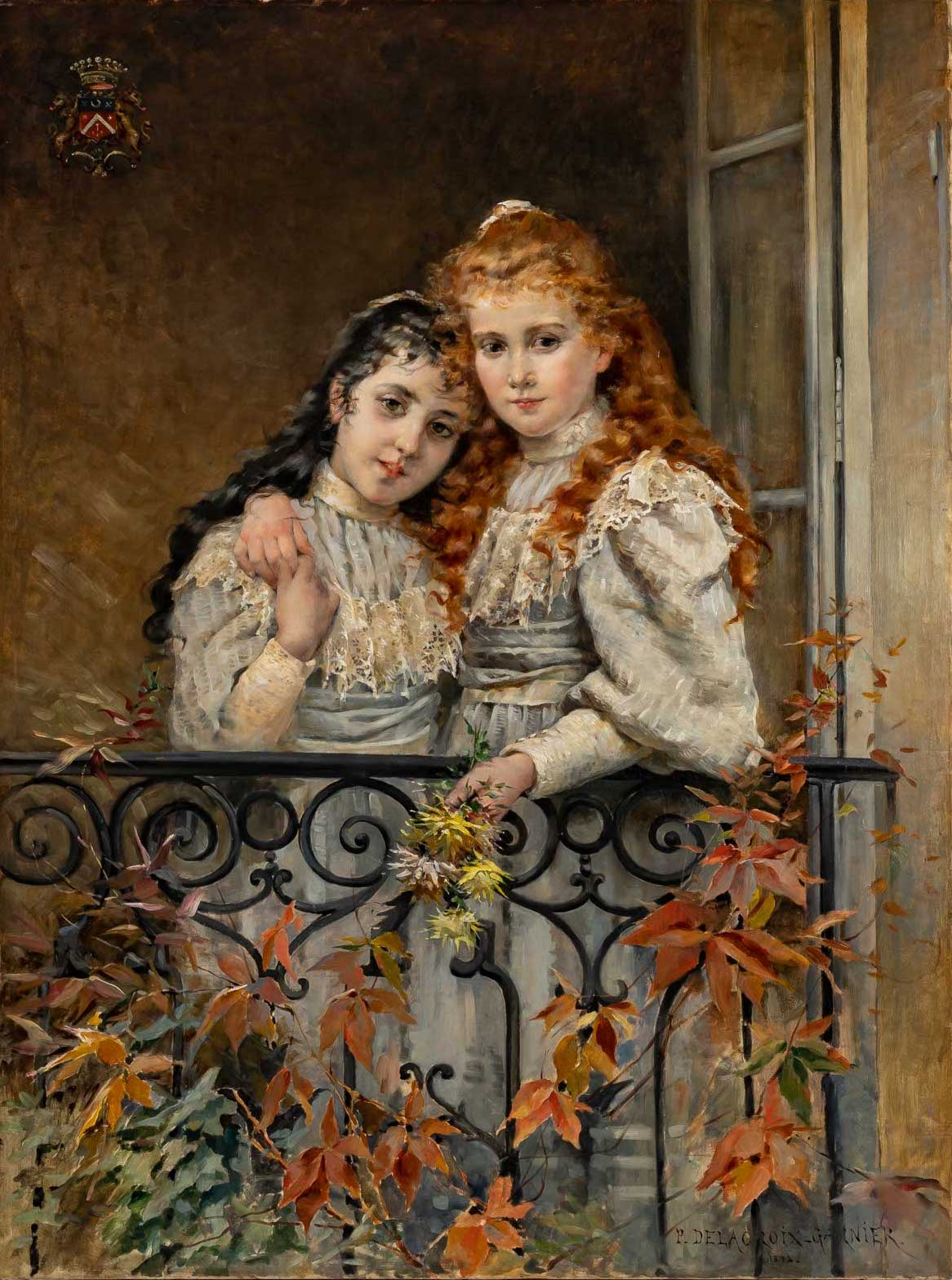
Portrait de Mlles Fondi de Niort, Salon des artistes français de 1894.
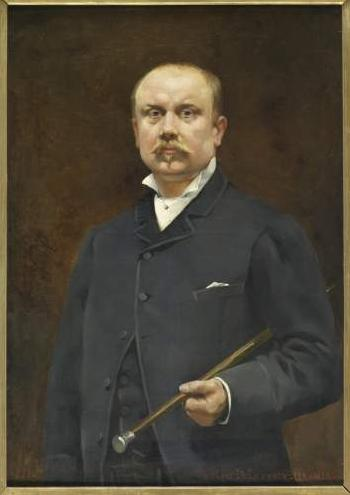
Portrait d'homme à la canne, 1899.
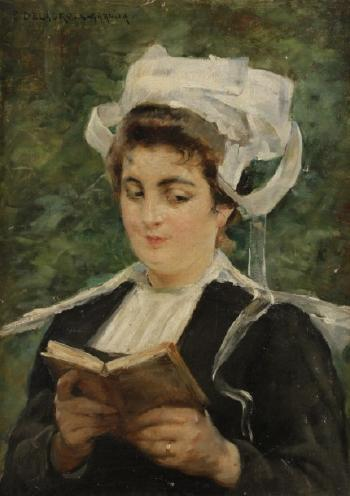
Bretonne en prière, 1899.
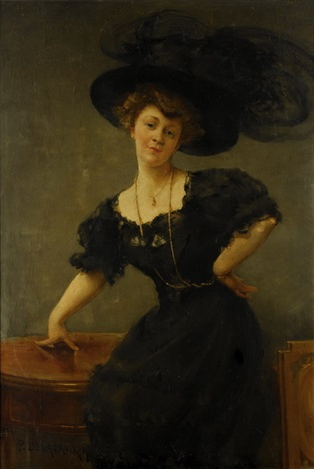
Portrait de Mme M. B., huile sur toile, 1908 (détail).
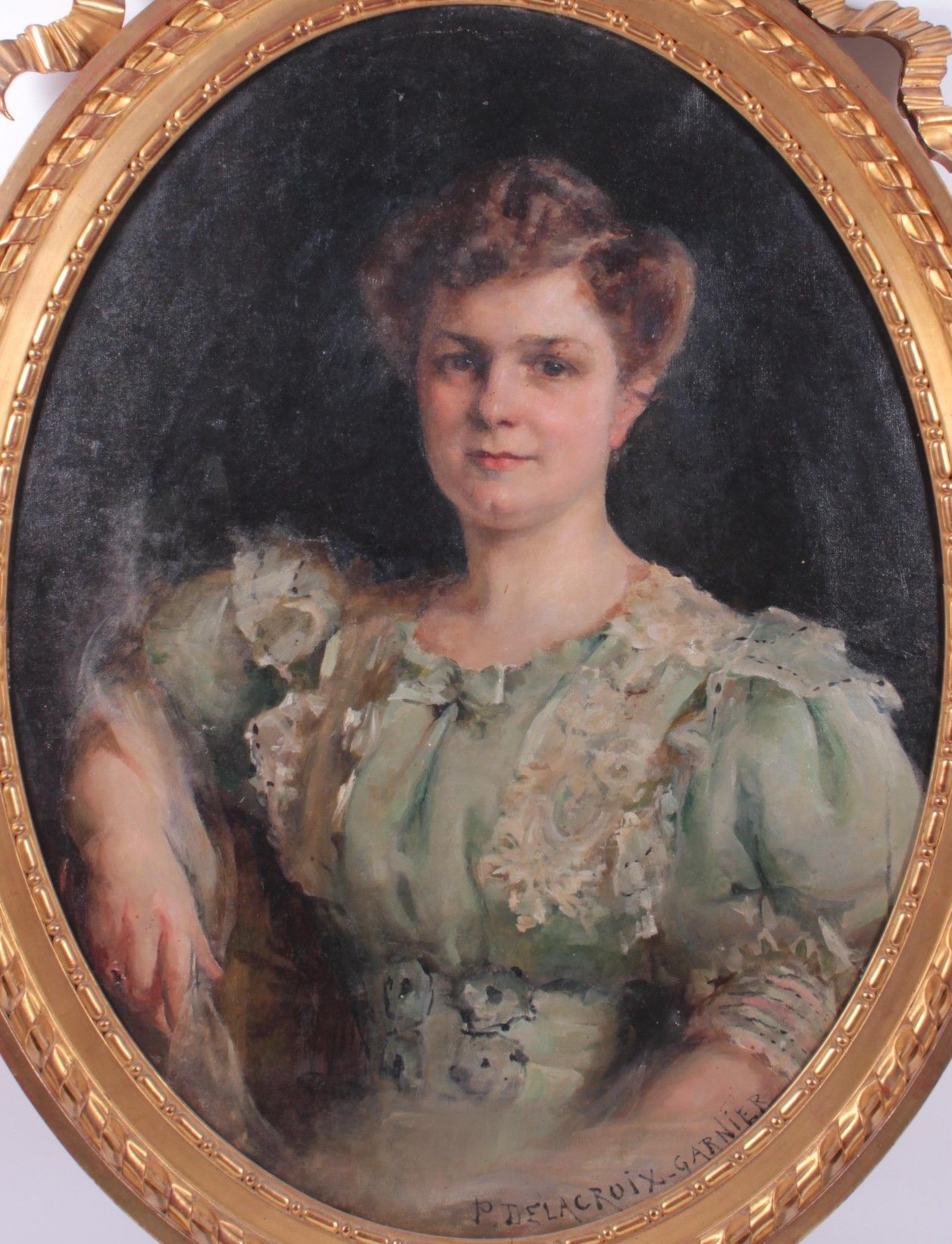
Portrait de dame.
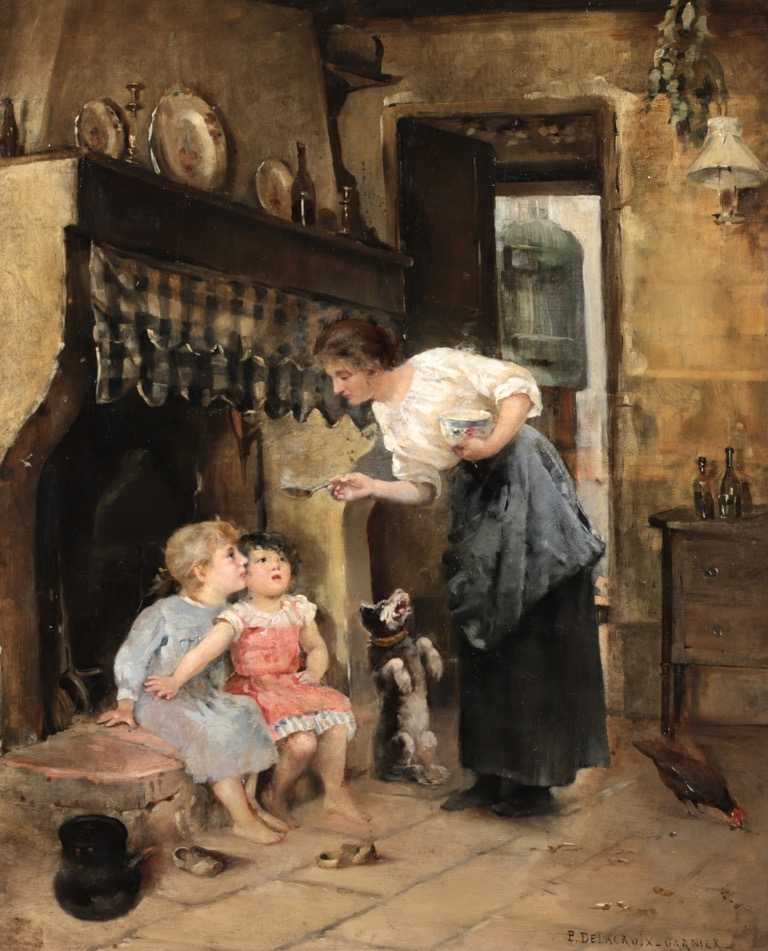
Le souper des enfants, huile sur toile.
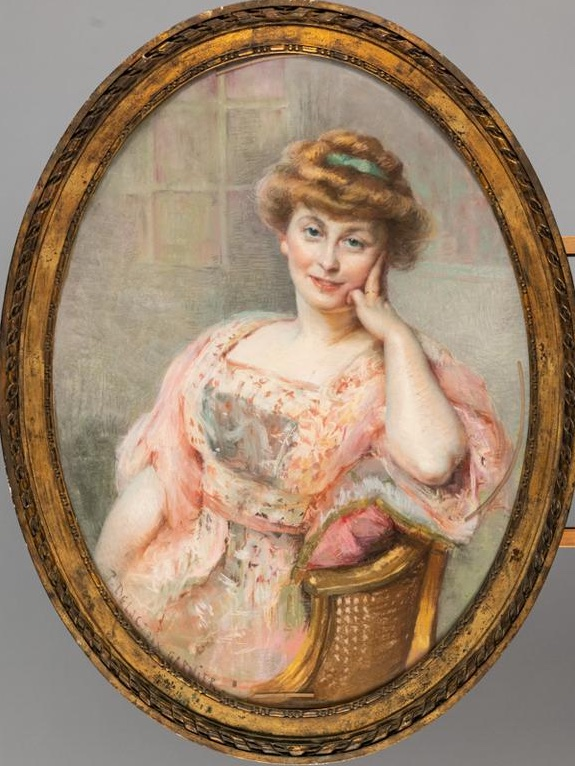
Portrait de femme assise.